# Drapeau de l'Andalousie
Le drapeau de l'Andalousie (également appelé bandera blanquiverde en espagnol) est l'un des trois symboles officiels de la communauté autonome d'Andalousie, définis par le Statut d'autonomie .
Adopté par le Parlement andalou le 8 novembre 1983, il se compose de deux bandes horizontales vertes encadrant une bande blanche. Le statut précise également que le blason de la communauté doit figurer au centre du drapeau. Son utilisation officielle est soumise aux dispositions du statut, qui assure aux symboles andalous la même protection que pour les symboles nationaux, et par l'article 4-2 de la Constitution, qui reconnaît le droit des communautés autonomes à définir leurs propres drapeaux et leur impose de placer ceux-ci aux côtés du pavillon national.

## Histoire du drapeau de l'Andalousie

### Origines
Bien que certains aient voulu voir dans le blanc et le vert les premières couleurs représentatives de l'Andalousie dans l'Antiquité, c'est à la période d'Al Andalus que remontent les origines du drapeau andalou actuel. Le territoire andalou constituait le cœur de l'Islam ibérique, et les dynasties établies successivement à la tête des États musulmans de la péninsule arboraient le blanc et le vert (avec également le rouge et le noir) sur leurs bannières et étendards. Blas Infante, en créant les symboles andalous en 1918, se réfère à ce passé pour justifier son choix. Le blanc serait la couleur de l'étendard des Omeyyades de Damas, des Almohades et de Qusay, ancêtre de Mahomet, tandis que le vert est considéré comme la couleur de Mahomet (son turban était vert) des Omeyyades de Cordoue et des Almoravides. Ces références historiques sont toutefois sujettes à caution, tant leur sourçage semble confus.
Il est malgré tout possible de trouver en Al Andalus un usage de ces couleurs, qui flottent côte à côte après la Bataille d'Alarcos, lors de laquelle les troupes almohades écrasent les armées chrétiennes emmenées par Alphonse VIII de Castille. La bannière blanche des combattants et la verte des Almohades ondoient conjointement au sommet de la Giralda pour la première fois. D'autres sources, historiques ou légendaires, évoquent l'existence de ces couleurs en Al Andalus.
En 1641, le duc de Medina Sidonia se révolte contre le pouvoir central et tente d'obtenir la sédition de l'Andalousie. Allié aux morisques d'Al-Hörr qui appuient la révolte en Andalousie orientale, il arbore un drapeau aux bandes verticales vertes et blanches. La rébellion est matée par Philippe IV, et il n'est plus fait référence au drapeau éphémère durant de siècle.

### Blas Infante et les symboles andalous

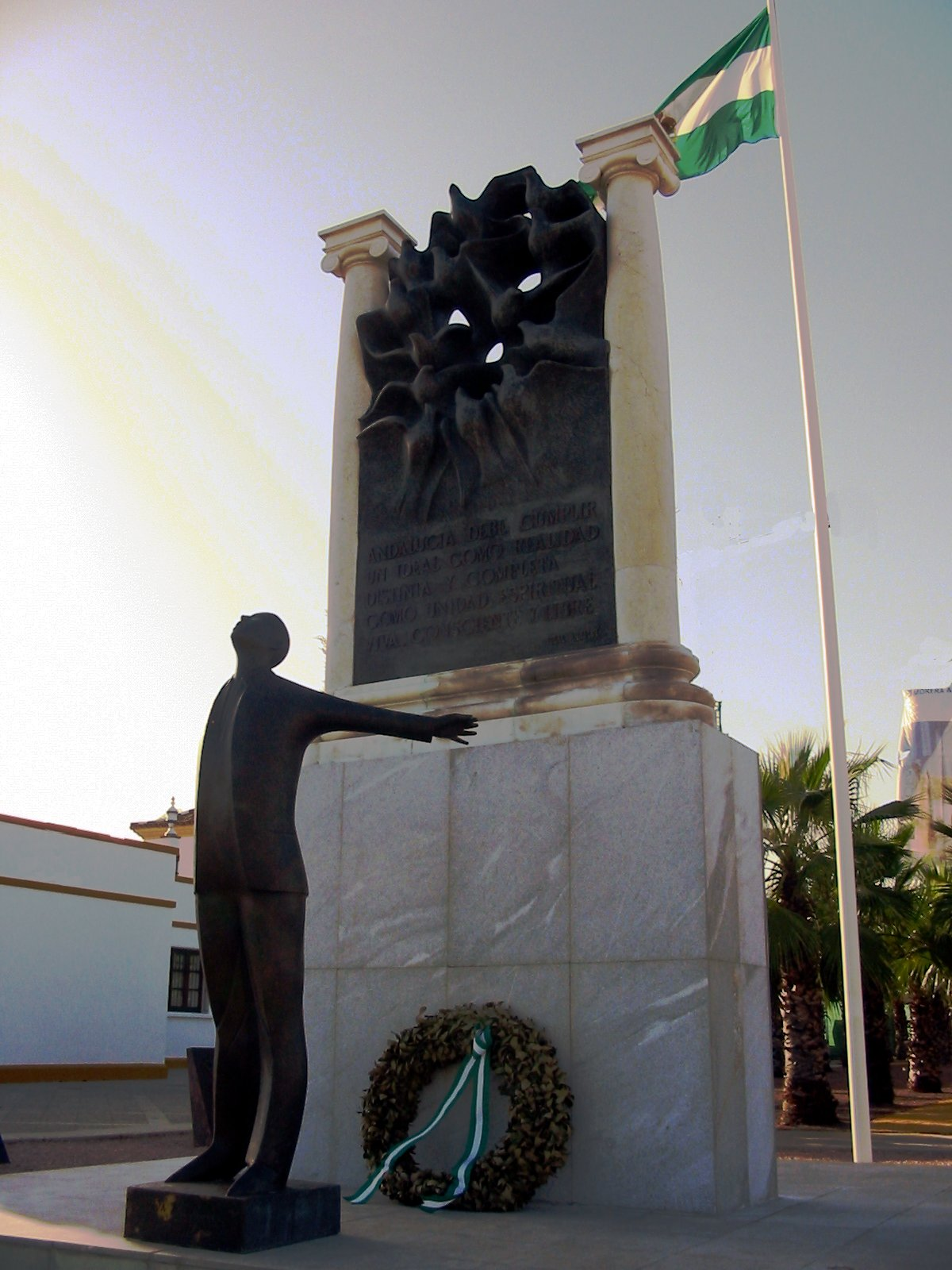
Monument à Blas Infante à Séville.

Au XIXe siècle commence à surgir dans certains milieux un sentiment andalou, mû par la conscience d'appartenir à une culture et à un territoire originaux dans l'espace espagnol. Les premières revendications régionalistes, voire nationalistes, se font jour. L'idée d'Andalousie reste toutefois vague, et demande à être définie, ce qui sera fait dans les décennies suivantes, avec la tenue d'assemblées fédéralistes en divers points de la géographie régionale (Cordoue, etc.). Ce processus culmine à Antequera en 1883, avec l'adoption de la Première Charte du Pays andalou, plaidoyer en faveur du fédéralisme. Les couleurs verte et blanche ressurgissent, parallèlement au rouge et au noir, témoin de la forte influence des mouvements anarcho-syndicalistes.
L'adoption du pavillon actuel remonte néanmoins à l'Assemblée de Ronda, célébrée en 1918. Blas Infante, reconnu par le Parlement andalou comme le père de la patrie andalouse, y propose l'adoption du drapeau, officiel de nos jours, approuvée par l'assemblée. Pour Blas Infante, le vert rappelle celui des Omeyyades (quoique cet argument semble discutable pour beaucoup) et le blanc la couleur des Almohades, deux dynasties ayant représenté les périodes de splendeur maximale la civilisation d'Al Andalus. Le vert andalou, obscur et profond, a officiellement reçu la dénomination de vert omeyyade en 1983. Outre leur signification historique, les couleurs andalouses se distinguent par leur charge symbolique recueillie dans l'hymne de la communauté : le vert et le blanc représentent le désir de paix et l'espérance du peuple d'Andalousie. Le drapeau est officiellement reconnu par le statut d'autonomie de 1981, à l'issue du long processus de constitution de la communauté autonome ayant succédé à la mort de Franco et à l'approbation de la Constitution espagnole.